# Luis Molina (rugbista)
Luis Enrique Molina (San Miguel de Tucumán, 3 de noviembre de 1959), ex–rugbista argentino que se desempeñaba como pilar. Fue internacional con los Pumas de 1985 a 1991.

## Selección nacional
Héctor Silva lo convocó a los Pumas por primera vez en septiembre de 1985 para enfrentar a los Cóndores y jugó su último partido en octubre de 1991 ante los Dragones rojos. En total disputó 13 partidos y no marcó puntos.

### Participaciones en Copas del Mundo
Silva lo llevó a Nueva Zelanda 1987, donde formó con Serafín Dengra y Diego Cash, jugó todos los partidos, fue el único tucumano del plantel y uno de los solos 5 jugadores del interior.
Luis Gradín lo seleccionó para Inglaterra 1991, donde fue suplente de Cash y solo jugó ante Gales. Esta vez Gradín convocó a varios de sus co-provincianos, pero aun así Argentina no pudo alcanzar la fase final.
| Mundial                       | Sede          | Resultado      | PJ | Tries |
| ----------------------------- | ------------- | -------------- | -- | ----- |
| Copa Mundial de Rugby de 1987 | Nueva Zelanda | Fase de grupos | 3  | 0     |
| Copa Mundial de Rugby de 1991 | Inglaterra    | Fase de grupos | 1  | 0     |

## Palmarés
| Título                        | Equipo  | País      | Año  |
| ----------------------------- | ------- | --------- | ---- |
| Anual Tucumano                | Tarcos  | Argentina | 1983 |
| Anual Tucumano                | Tarcos  | Argentina | 1984 |
| Anual Tucumano                | Tarcos  | Argentina | 1985 |
| Anual Tucumano                | Tarcos  | Argentina | 1986 |
| Anual Tucumano                | Tarcos  | Argentina | 1987 |
| Campeonato Argentino de Rugby | Tucumán | Argentina | 1985 |
| Campeonato Argentino de Rugby | Tucumán | Argentina | 1987 |
| Campeonato Argentino de Rugby | Tucumán | Argentina | 1988 |
| Campeonato Argentino de Rugby | Tucumán | Argentina | 1989 |
| Campeonato Argentino de Rugby | Tucumán | Argentina | 1990 |
| Campeonato Argentino de Rugby | Tucumán | Argentina | 1992 |
| Campeonato Argentino de Rugby | Tucumán | Argentina | 1993 |

- Campeón del Sudamericano de Rugby A de 1985, 1989 y 1991.